# Bluetooth advertising
Bluetooth advertising (Bluetooth reklama) je metoda mobilního marketingu, která využívá technologii Bluetooth k doručování obsahu, jako jsou textové zprávy, informace nebo reklamy, do mobilních zařízení, například mobilních telefonů nebo tabletů. 
Bluetooth advertising je reklama založená na souhlasu uživatele, což znamená, že když mobilní zařízení přijme zprávu Bluetooth, příjemce má na výběr, zda zprávu přijme nebo odmítne. Příjemce musí výslovně souhlasit s příjmem marketingových zpráv.   

## Dosah technologie Bluetooth advertising
Bluetooth advertising je obecně funkce bezdrátového vysílání. Průměrný dosah vysílačů technologie Bluetooth advertising je pro většinu mobilních zařízení s podporou Bluetooth 15 až 40 metrů. 

## Typy obsahu Bluetooth advertising
Bluetooth advertising může odesílat různé formáty souborů, například obrazové soubory, soubory vyzváněcích tónů, vCard, čárové kódy, zvukové soubory, Java aplikace, mobilní aplikace, video soubory, textové soubory a teoreticky jakýkoli souborový formát, který mobilní zařízení příjemce zvládne. 
Existují dva typy komunikace prostřednictvím Bluetooth: vysílání (Broadcasting) a spojení (Connection). Vysílání nevyžaduje předchozí párování obou zařízení. Odesílatel pošle data spolu se svým identifikačním číslem ID a každý přijímač může data přijmout na základě rozpoznání tohoto ID. Toto je vhodné například pro herní zařízení (například bezdrátové ovladače), kde jedno zařízení (herní ovladač) musí neustále posílat svůj stav jiným zařízením (herní konzoli). 

## Použití Bluetooth advertising
Příklady použití technologie Bluetooth advertising zahrnují: 
- Vysílání promo-kupónů. Příklad: procházíte obchodním centrem okolo drogerie, na telefon vám přijde slevový kupón do tohoto konkrétního obchodu platný následujících 30 minut.
- Kontextová reklama.
- Cílené reklamní kampaně.